# (5786) Talos
(5786) Talos ist ein Asteroid des Apollo-Typs, der am 3. September 1991 vom britisch-australischen Astronomen Robert McNaught am Siding-Spring-Observatorium (IAU-Code 413) in der Nähe von Coonabarabran in Australien entdeckt wurde.
Der Himmelskörper wurde nach dem ehernen Riesen Talos benannt, der die Insel Kreta als Wächter umkreiste und Eindringlinge durch Steinwürfe und die Erhitzung seines Körpers vertrieb.